# Mary Pickford

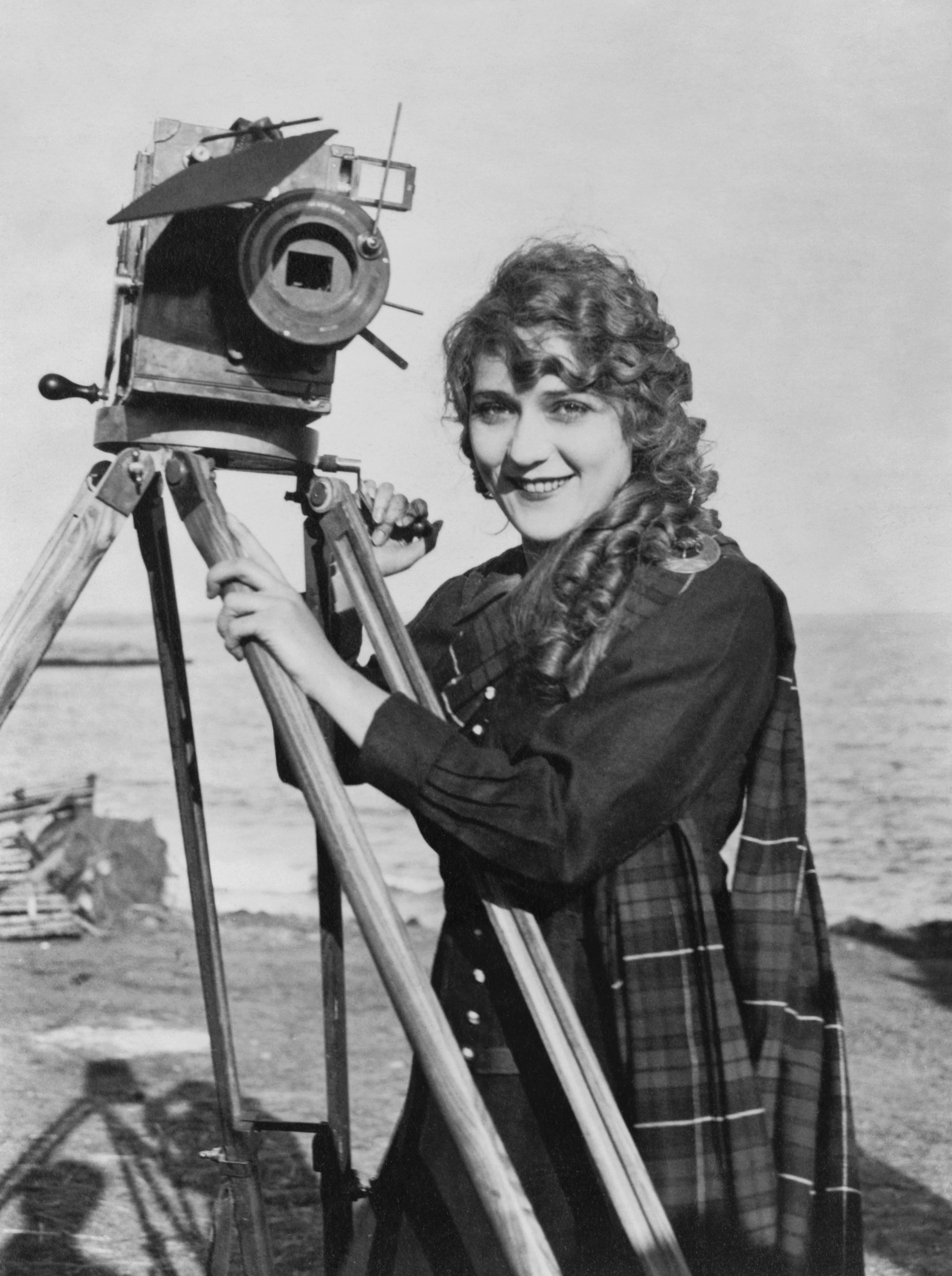
Mary Pickford w 1916 roku

Mary Pickford (właśc. Gladys Marie Smithur; ur. 8 kwietnia 1892 w Toronto, zm. 29 maja 1979 w Santa Monica) – amerykańska aktorka, producentka filmowa i scenarzystka kanadyjskiego pochodzenia, gwiazda epoki kina niemego. American Film Institute umieścił ją na 24. miejscu w rankingu „największych aktorek wszech czasów” (The 50 Greatest American Screen Legends).
Razem z Charlesem Chaplinem, D.W. Griffithem i swoim mężem Douglasem Fairbanksem założyła pierwszą niezależną wytwórnię filmową – United Artists. W latach 20. miała status gwiazdy, w późniejszym czasie zajęła się również działalnością charytatywną.

## Życiorys

### Dzieciństwo
Mary Pickford była córką zagorzałej katoliczki i umiarkowanego metodysty mającego słabość do alkoholu. Była jednym z trójki ich dzieci, a na chrzcie otrzymała imiona Gladys Mary.
Gdy miała 6 lat jej ojciec zginął w nieszczęśliwych okolicznościach i czteroosobowa rodzina została sama, bez żadnego źródła dochodu i oszczędności. Matka, Charlotte, podjęła się pracy szwaczki. Jeden z jej współpracowników zasugerował, że mogłaby trochę dorobić do skromnej pensji, gdyby wysłała swoje dzieci na scenę. W tamtych czasach różnego rodzaju teatry półzawodowe, wodewilowe i kabaretowe były w modzie i ciągle szukały nowych talentów, żeby nie wypaść z obiegu. Charlotte, jako ortodoksyjna katoliczka, bała się niemoralnego życia ludzi sceny, ale dała się skusić.
Choć pracę w teatrze znalazła cała rodzina, to od początku było wiadomo, że to mała Gladys jest prawdziwą gwiazdą. Afisz przed jednym ze spektakli zapowiadał: cudowne dziecko Gladys. Kolejnych dziesięć lat ciężko pracowała na scenie, występując w niezliczonych spektaklach muzycznych i melodramatach. Razem z teatrem zwiedziła północno-wschodnie Stany Zjednoczone. Była ambitna, a do tego oszczędna i pracowita, więc rodzinie powodziło się coraz lepiej.

### Młodość
Mniej więcej od 15. roku życia Gladys była już na tyle dojrzała, że bez trudu podróżowała sama i również sama dbała o swoje interesy. Doszła do wniosku, że najwyższa pora spróbować szczęścia w Nowym Jorku – ówczesnej stolicy amerykańskiej sceny. Postanowiła, że chce pracować dla Davida Belasco, jednego z najbardziej uznanych producentów w tym mieście.
Szanse na rozpoczęcie współpracy z samym Belasco były znikome, jednak jej talent zwrócił uwagę producenta. To właśnie Belasco wpadł na pomysł, że trzeba znaleźć dla Gladys Smith odpowiedni pseudonim artystyczny. I tak w roku 1907 narodziła się Mary Pickford. Początkowo występowała na Broadwayu w przedstawieniach swojego chlebodawcy i była jego wielką gwiazdą, ale z czasem zaczęła przyglądać się nowemu medium. Rodziła się bowiem moda na film.

### Film
O ile w swoich początkach film wydawał się jej mało pociągający, to w okolicach roku 1909, jego rozwój techniczny zaczynał ją zastanawiać. Wcześniej gwiazda Broadwayu nie miała czego szukać przed kamerą, gdzie kręcono krótkie nieskomplikowane historyjki, z reguły bez scenariusza i improwizując. Jednak czasy takiej taniej rozrywki kończyły się i pojawiali się ludzie, którzy mieli ambicję zrobić z kina X. muzę.
Jednym z nich był David Wark Griffith, próbujący przenosić na ekran prawdziwe dramaty w wykonaniu wysokiej klasy aktorów. Do niego właśnie zgłosiła się Pickford. Zatrudniło ją studio Biograph, w którym pracował Griffith. Reżyser zaoferował jej 5 dolarów dziennie (z racji niepewnego bytu kinematografii płacono wtedy za każdy dzień, a nie tygodniowo czy miesięcznie), ona jednak stwierdziła, że jako artystka Davida Belasco musi dostać co najmniej 10 dolarów. Tak też się stało. Pierwszy raz przed kamerą stanęła jeszcze tego samego popołudnia.
Griffith był bardzo pracowity, więc w początkach swojej kariery Pickford kręciła bardzo dużo filmów. Jeszcze w 1909 r. wystąpiła aż 51 razy i sama wyprodukowała 3 filmy. Przekonała również Griffitha, żeby zatrudnił też jej młodsze rodzeństwo. Szybko stała się wielką gwiazdą Biograph – wytwórni, gdzie dotychczas aktorzy byli raczej anonimowi. Z Mary Pickford było inaczej. Griffith pozwolił jej używać własnego makijażu i samej dobierać sobie kostiumy.
W końcu 1910 r. studio przeniosło się do Kalifornii, żeby uciec przed nowojorską zimą, która zatrzymywała produkcję filmową na kilka miesięcy. Mary Pickford również wyjechała. Nadal grała w filmach Griffitha, produkowała swoje, a własne pomysły i skrypty sprzedawała wytwórni za 25 dolarów. W roku 1911 poznała Owena Moore’a, innego aktora Biograph, w którym się zakochała. Wzięli potajemnie ślub, początkowo trzymany w tajemnicy nawet przed matką aktorki.

### Na szczycie

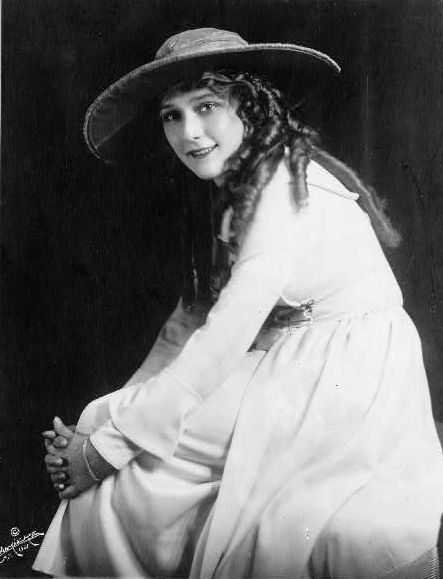
Mary Pickford we wczesnych latach dwudziestych

Niedługo później Pickford odeszła z Biograph do studia Carla Laemmle, który już wcześniej rozsławił inną gwiazdę kina, Florence Lawrence, stosując więcej pieniędzy i większy nakład na promocję nazwiska. Pomysł był sprawdzony, ale twórczo był to spory krok wstecz dla Pickford. Po 35 niezbyt udanych filmach zerwała kontrakt i ponownie wróciła dla Griffitha. Tym razem współpraca wyglądała inaczej. Aktorka zrozumiała, że utalentowani współpracownicy i dobra atmosfera w pracy są dla niej wielkim pozytywnym bodźcem, a Griffith musiał pogodzić się z tym, że jego gwiazda nie była już anonimowa. Biograph ponownie zaczęło odnosić sukcesy.
Również David Belasco w końcu 1912 r. zaproponował jej powrót na scenę. Miała wcielić się w rolę w przedstawieniu A Good Little Devil. Skorzystała z propozycji, dbając jednak o poprawienie swojej gaży. Tak się złożyło, że w tym samym czasie znaczący producent filmowy, Adolph Zukor zdecydował się przenieść tę sztukę na ekran kinowy, korzystając z oryginalnej obsady. Był to wysokiej klasy film pełnometrażowy, a za kamerą stanął sam Edwin S. Porter. W latach 1913–1916 wystąpiła w 21 filmach Zukora, pracując dla jego studia Famous Players, które z czasem stało się częścią wielkiego Paramount.
W tym okresie dostawała 2000 dolarów tygodniowo i premię w wysokości 10 000 dolarów za każdy ukończony film. W ciągu tygodnia zarabiała więc więcej, niż przeciętna amerykańska rodzina w ciągu roku. Mary Pickford została gwiazdą, jakiej świat wcześniej nie widział. Jej popularność była o tyle wielka, że kino przekraczało granicę krajów i znana była wszędzie tam, gdzie docierały filmy. A docierały praktycznie wszędzie, bo w czasach kina niemego wystarczyło zmienić nieliczne plansze z napisami, aby były gotowe do eksportu. Małe podrzędne teatrzyki z ekranem zrobionym z prześcieradła zmieniały się na profesjonalnie budowane i obsługiwane pałace filmowe z widowniami na kilka tysięcy miejsc. Mary Pickford rosła razem z X muzą.

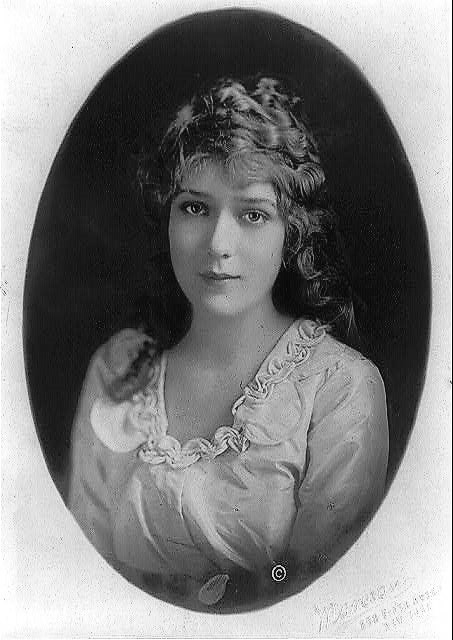
Mary Pickford w wieku 21 lat

Adolph Zukor spostrzegł, że nie tylko dobrze grała, ale również naradzała się ze scenarzystą, obserwowała pracę operatora kamery i planowała swoje sceny wraz z reżyserem. Zukor powiedział jej, że gdyby podjęła się zawodu producenta filmowego, to mogłaby zostać prezydentem USA. Mary wzięła sobie te słowa do serca i choć nie zamierzała kandydować na urząd państwowy, to następny kontrakt zrobił z niej równorzędną partnerkę dla Zukora. Odtąd realizowała swoje filmy jako Pickford Film Co., a dystrybutorem był Artcraft Pictures działający dla Paramount. Wśród stałych współpracowników znalazła się m.in. Frances Marion, autorka scenariuszy do kilka bardziej udanych filmów z udziałem Mary Pickford z tamtego okresu. Na głównego reżysera swojej grupy wybrała Marshalla Neilana, którego również bardzo sobie ceniła. Trio Pickford-Marion-Neilan zaczęło odnosić wielkie sukcesy. Ich filmy były udane nie tylko z komercyjnego punktu widzenia, ale również od strony artystycznej. W następnym roku do filmowej rodziny dołączył też operator Charles Rosher.
Życie prywatne aktorki, w odróżnieniu od zawodowego, nie było pasmem sukcesów. Wciąż jeszcze ukrywała przed prasą swoje małżeństwo, które było nieudane. Rozwód był nieunikniony, a sama Pickford zakochana była w Douglasie Fairbanksie – odtwórcy ról niezłomnych bohaterów w popularnych filmach przygodowych. Fairbanks miał żonę i syna. Mary Pickford bała się, że jeśli upubliczni związek z aktorem, zyska miano niszczycielki rodzin, a to byłby duży problem dla jej wizerunku i dalszej kariery. Mimo to sprawy rozwodowe obojga zakochanych powoli posuwały się do przodu i wkrótce stali się najbardziej podziwianym małżeństwem na świecie. Ślub wzięli 28 marca 1920 r. i choć przeżyli razem 15 lat, to tylko pierwsze z nich były naprawdę szczęśliwe.

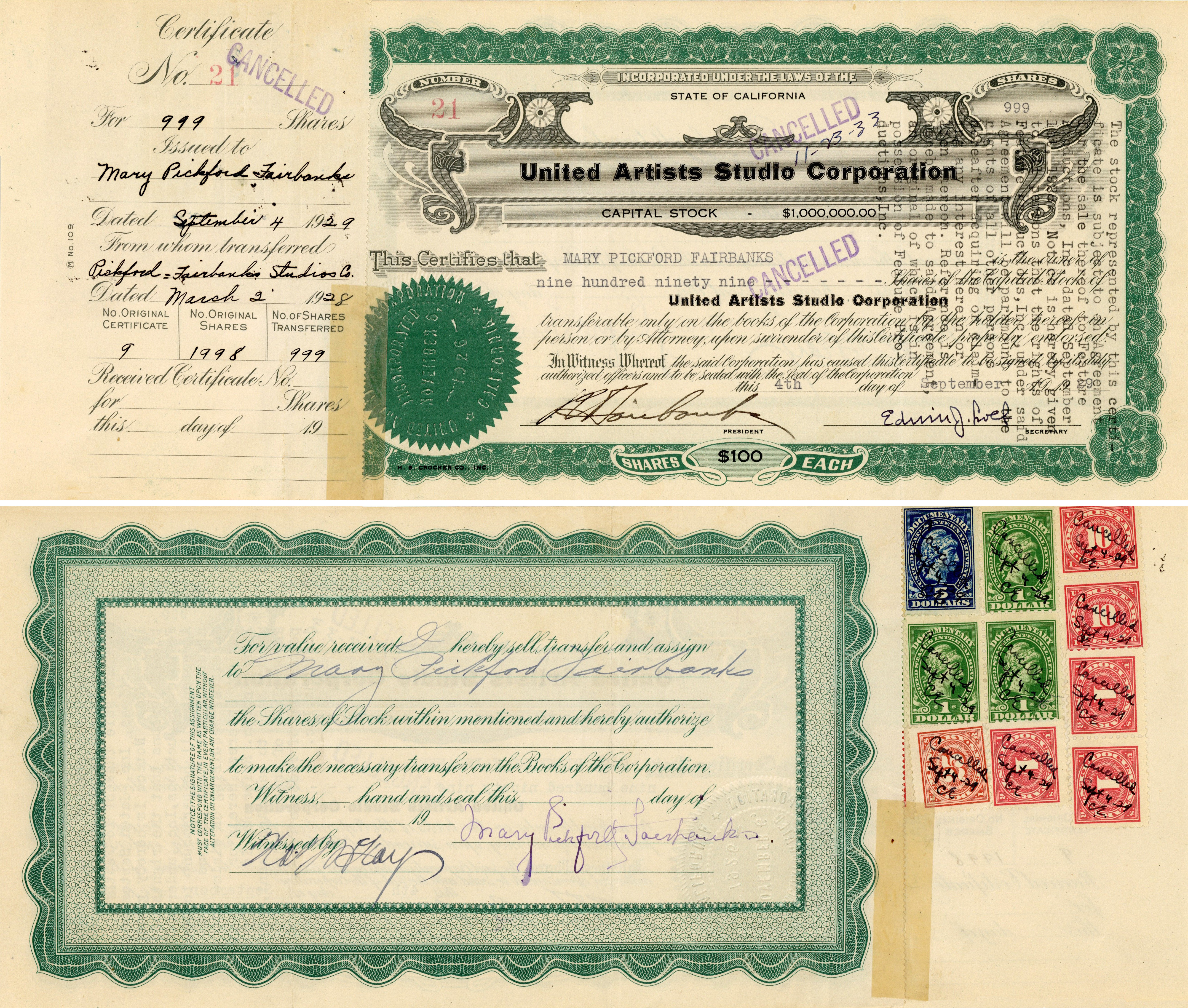
Akcja United Artists Studio Corporation na 999 udziałów po 100 USD każda, wyemitowana 4 września 1929 r. dla Mary Pickford Faribanks i podpisana przez nią na rewersie w oryginale (dolne zdjęcie)

W 1919 roku Pickford, Fairbanks, a także D.W. Griffith i inna gwiazda tamtej epoki, Charles Chaplin, korzystając ze swojej ogromnej sławy i inwestując zarobione pieniądze, założyli pierwszą zupełnie niezależną wytwórnię filmową, United Artists, która pozwoliła im bez nacisku ze strony producentów tworzyć filmy takie jakie sami chcieli. Choć pojawiały się też złośliwe komentarze, a po latach wszyscy rozstali się z „UA”, to jednak ich wkład w rozwój sztuki filmowej pozostaje faktem.

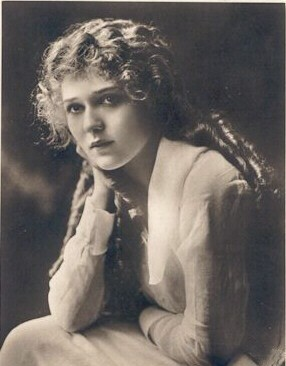
Mary Pickford w 1913 roku

Tymczasem rozwijała się też technika. Filmy stawały się coraz dłuższe i lepiej dopracowane. Budżety były coraz większe, a ekipa filmowa rozrastała się, powstawały nowe zawody filmowe. Stało się jasne, że nie uda się już, tak jak miało to miejsce w poprzedniej dekadzie, kręcić kilkudziesięciu filmów rocznie. Teraz mogło być ich co najwyżej kilka, za to powstawały dzieła kompletne, które na długo zapadały w pamięć widzów. Zaczęła realizować tylko jeden, góra dwa filmy rocznie, ale za to bacznie dobierała scenariusze i ekipy. W roku 1922 nakręciła Tess z krainy burz , a rok później obraz Rosita, który na jej prośbę wyreżyserował sam Ernst Lubitsch.
W 1927 roku razem z grupą 35 filmowców założyła Amerykańską Akademię Sztuki i Wiedzy Filmowej, która istnieje do dziś, zrzesza wiele tysięcy członków, a znana jest przede wszystkim z tego, że co roku przyznaje najbardziej znane nagrody w świecie filmowym – Oscary. Pod koniec tego samego roku nakręciła swój ostatni niemy film. Najlepsza dziewczyna był udaną komedią romantyczną. Na planie tego filmu poznała bliżej swojego trzeciego i ostatniego męża, Charlesa „Buddy” Rogersa. Pickford kochała Douglasa Fairbanksa, ale po kilku przeżytych razem latach coraz mniej do siebie pasowali. Fairbanks, niezwykle wesoły i towarzyski, źle znosił coraz dłuższe okresy depresji. Mary zaś cierpiała na tę samą dolegliwość, co wszyscy członkowie jej rodziny od strony ojca: alkoholizm. W dodatku w marcu 1928 r. zmarła matka Mary Pickford, Charlotte. Aktorka bardzo mocno to przeżyła.
W tym samym roku do lamusa odszedł też film niemy za sprawą wynalazku rozpowszechnionego przez Braci Warner. Z lekkim opóźnieniem również Pickford przekonała się do dźwięku w filmie. Jej pierwszy dźwiękowy film, Kokietka (1929) Sama Taylora, był jednocześnie jej sukcesem zawodowym. W roku 1930 otrzymała Oscara właśnie za rolę w tym filmie. W tym samym roku na ekranach pojawił się jeszcze jeden film - Poskromienie złośnicy. Ekranizacja Szekspira okazała się udana przede wszystkim pod względem artystycznym. Wystąpiła tam ze swoim mężem w roli Petruchia. Film przyniósł spore zyski, ale mniejsze, niż spodziewano się po hicie, w którym wystąpiła para najbardziej uwielbianych aktorów ostatnich kilkunastu lat.

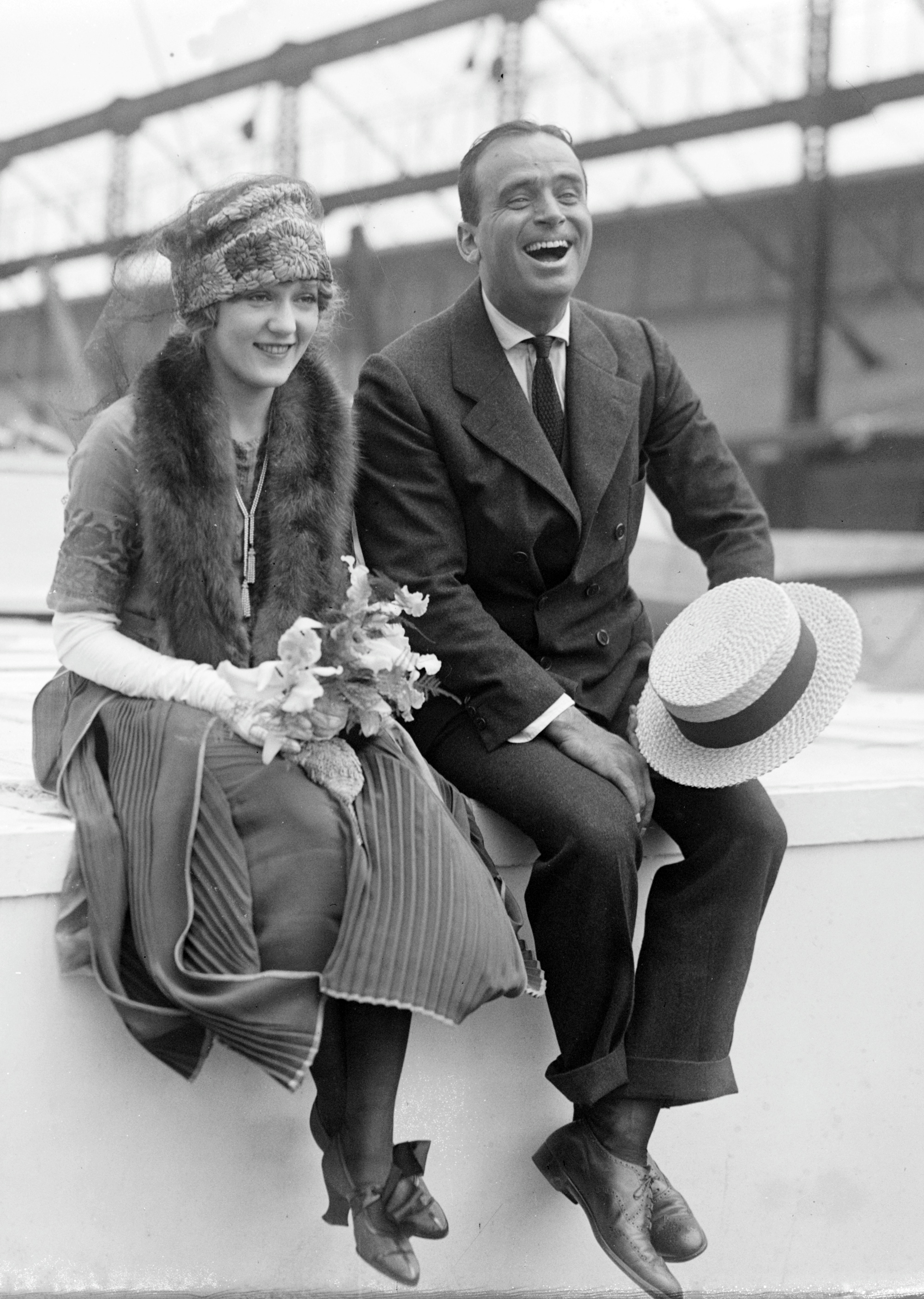
Mary Pickford i jej mąż Douglas Fairbanks, lata 20.

Później, na początku lat trzydziestych wystąpiła już tylko w dwóch znaczących filmach. Ostatni obraz z jej udziałem to Tajemnice z 1930 r. Wielu krytyków widziało w nim osobisty apel aktorki w kierunku swojego męża. W ten zawoalowany sposób miała mu dać do zrozumienia, że wybacza mu wszystkie zdrady, które miały miejsce w ich małżeństwie. Jednak dla obojga było już za późno – rozwiedli się w 1936 r. Tak prysnął czar największej filmowej pary czasów kina niemego. Swojej przyjaciółce Lillian Gish wyznała, że chciałaby zniszczyć wszystkie kopie filmów, które zrealizowała.

### Późniejsze lata

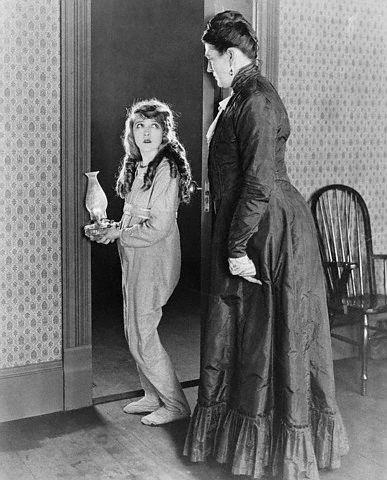
Kadr z filmu Pollyanna

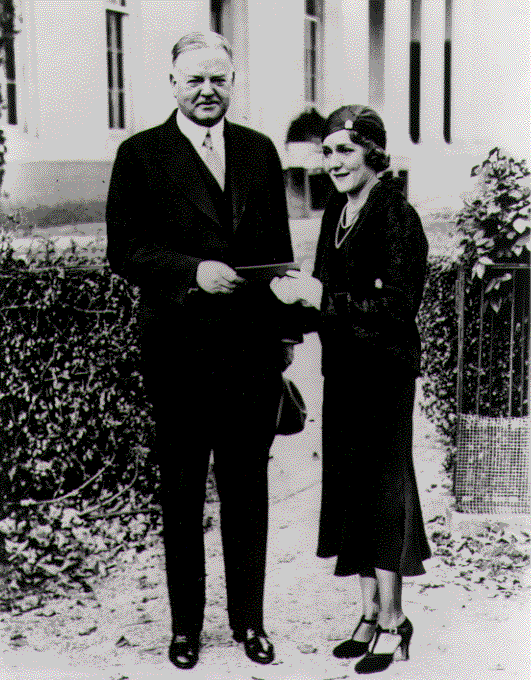
Mary Pickford w towarzystwie prezydenta USA Herberta Hoovera.

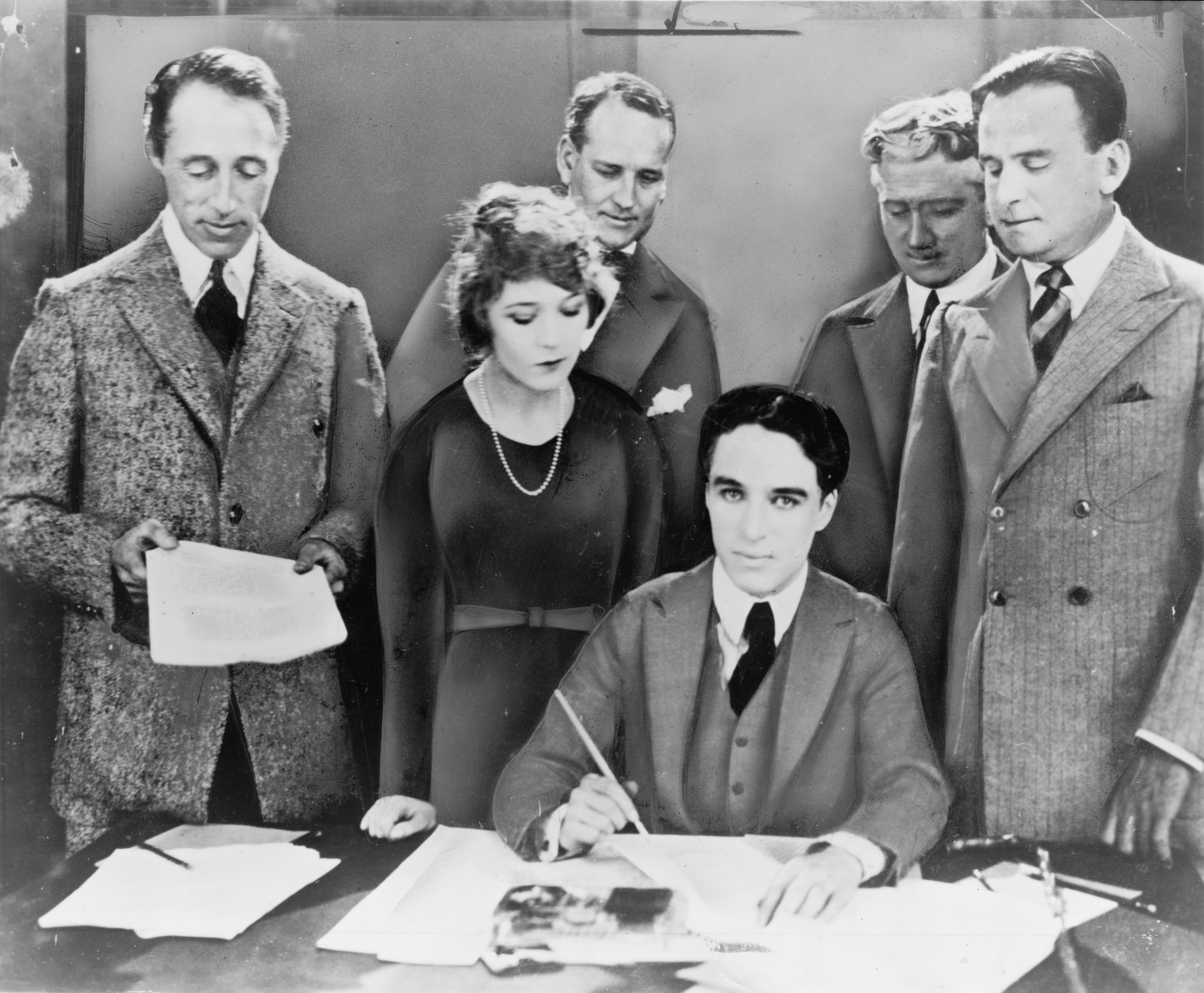
D.W. Griffith, Mary Pickford, Charlie Chaplin i Douglas Fairbanks podczas podpisywania umowy o stworzeniu United Artist.

Gdy Mary Pickford odchodziła na artystyczną emeryturę, miała 57 lat. Była sławna i bogata, zarządzała dobrze prosperującym studiem filmowym, ale jej życie osobiste było ruiną. Była zupełnie sama. Zmarła jej matka, brat i młodsza siostra. Brat miał problemy z alkoholem, a siostra zmarła niespodziewanie na atak serca. Każda z tych śmierci była dużym ciosem dla aktorki. Próbowała zastąpić matkę swojej osieroconej siostrzenicy, ale z marnym skutkiem.
24 czerwca 1937 r. Mary Pickford i Charles „Buddy” Rogers wzięli ślub po dziesięcioletniej znajomości. Byli razem aż do końca. Adoptowali dwójkę dzieci, Roksanę i Ronalda. Pickford poświęciła się domowi i choć myślała o powrocie przed kamerę, nigdy już nie wystąpiła. Odmówiła m.in. roli Normy Desmond w Bulwarze Zachodzącego Słońca Billy Wildera. Jako jedna z nielicznych gwiazd tamtej epoki zachowała w swoich kontraktach klauzule, dzięki którym praktycznie cała jej ważna spuścizna należała na mocy prawa autorskiego do niej samej, a nie do producentów. Dzieliła się więc swoimi zbiorami z najróżniejszymi instytutami i bibliotekami. Dzięki temu dziś zachowała się znacznie większa część jej dorobku niż innych gwiazd filmu epoki kina niemego.
W roku 1956 odsprzedała swoje udziały w United Artists. Oprócz niej z założycieli firmy pozostał już tylko Charles Chaplin, który też w końcu przeszedł na emeryturę. W tym samym roku założyła Mary Pickford Foundation i zajęła się działalnością charytatywną. W roku 1976 otrzymała Specjalną Nagrodę Akademii, Oscara za całokształt pracy aktorskiej. Jej radiowe wystąpienie z tej okazji było zarazem ostatnim publicznym wystąpieniem aktorki. Umarła 29 maja 1979 r.

## Filmografia
- The Heart of an Outlaw (1909)
- Mrs. Jones Entertains (1909)
- The Fascinating Mrs. Francis (1909)
- The Deception (1909)
- The Drive for a Life (1909)
- Two Memories (1909)
- His Duty (1909)
- What Drink Did (1909)
- The Violin Maker of Cremona (1909)
- The Lonely Villa (1909)
- The Son's Return (1909)
- Her First Biscuits (1909)
- The Faded Lilies (1909)
- The Peachbasket Hat (1909)
- The Mexican Sweethearts (1909)
- The Way of Man (1909)
- The Necklace (1909)
- Wiejski lekarz (1909)
- The Cardinal's Conspiracy (1909)
- Tender Hearts (1909)
- The Renunciation (1909)
- Sweet and Twenty (1909)
- The Slave (1909)
- A Strange Meeting (1909)
- They Would Elope (1909)
- His Wife's Visitor (1909)
- The Indian Runner's Romance (1909)
- The Seventh Day (1909)
- Oh, Uncle! (1909)
- The Sealed Room (1909)
- The Little Darling (1909)
- The Hessian Renegades (1909)
- Getting Even (1909)
- The Children's Friend (1909)
- The Broken Locket (1909)
- In Old Kentucky (1909)
- Wanted, a Child (1909)
- The Awakening (1909)
- The Little Teacher (1909)
- His Lost Love (1909)
- In the Watches of the Night (1909)
- Lines of White on a Sullen Sea (1909)
- What's Your Hurry? (1909)
- The Gibson Goddess (1909)
- The Restoration (1909)
- The Light That Came (1909)
- A Sweet Revenge (1909)
- A Midnight Adventure (1909)
- The Mountaineer's Honor (1909)
- The Trick That Failed (1909)
- The Test (1909)
- To Save Her Soul (1909)
- All on Account of the Milk (1910)
- The Call (1910)
- The Woman from Mellon's (1910)
- The Englishman and the Girl (1910)
- The Newlyweds (1910)
- The Thread of Destiny (1910)
- The Twisted Trail (1910)
- The Smoker (1910)
- His Last Dollar (1910)
- The Two Brothers (1910)
- As It Is in Life (1910)
- A Rich Revenge (1910)
- A Romance of the Western Hills (1910)
- The Kid (1910)
- Nieubłagane morze (1910)
- Love Among the Roses (1910)
- An Affair of Hearts (1910)
- Ramona (1910)
- In the Season of Buds (1910)
- A Victim of Jealousy (1910)
- The Face at the Window (1910)
- Never Again (1910)
- May and December (1910)
- A Child's Impulse (1910)
- Muggsy's First Sweetheart (1910)
- What the Daisy Said (1910)
- A Flash of Light (1910)
- Serious Sixteen (1910)
- The Call to Arms (1910)
- An Arcadian Maid (1910)
- The Usurer (1910)
- When We Were in Our Teens (1910)
- The Sorrows of the Unfaithful (1910)
- Wilful Peggy (1910)
- Muggsy Becomes a Hero (1910)
- Little Angels of Luck (1910)
- A Summer Tragedy (1910)
- Examination Day at School (1910)
- The Iconoclast (1910)
- A Gold Necklace (1910)
- That Chink at Golden Gulch (1910)
- The Masher (1910)
- A Lucky Toothache (1910)
- Waiter No. 5 (1910)
- Simple Charity (1910)
- Sunshine Sue (1910)
- The Song of the Wildwood Flute (1910)
- A Plain Song (1910)
- A Child's Stratagem (1910)
- White Roses (1910) .
- Little Nell's Tobacco (1910)
- A Dog's Tale (1911)
- The Daddy’s Dream (1911)
- When a Man Loves (1911)
- Their First Misunderstanding (1911)
- The Italian Barber (1911)
- The Dream (1911)
- Maid or Man (1911)
- Three Sisters (1911)
- At the Duke's Command (1911)
- When the Cat's Away (1911)
- The Mirror (1911)
- Her Darkest Hour (1911)
- The Convert (1911)
- Pictureland (1911)
- Artful Kate (1911)
- A Manly Man (1911)
- A Decree of Destiny (1911)
- The Message in the Bottle (1911)
- Conscience (1911)
- The Fisher-Maid (1911)
- In Old Madrid (1911)
- Sweet Memories (1911)
- The Stampede (1911)
- Second Sight (1911)
- The Temptress (1911)
- The Fair Dentist (1911)
- For Her Brother's Sake (1911)
- The Master and the Man (1911)
- The Lighthouse Keeper (1911)
- Back to the Soil (1911)
- Behind the Stockade (1911)
- In the Sultan's Garden (1911)
- For the Queen’s Honor (1911)
- A Gasoline Engagement (1911)
- At a Quarter of Two (1911)
- Science (1911)
- The Skating Bug (1911)
- The Call of the Song (1911)
- The Toss of a Coin (1911)
- By the House That Jack Built (1911)
- Tween Two Loves (1911)
- The Sentinel Asleep (1911)
- The Better Way (1911)
- The Aggressor (1911)
- His Dress Shirt (1911)
- From the Bottom of the Sea (1911)
- The Courting of Mary (1911)
- Love Heeds Not Showers (1911)
- Little Red Riding Hood (1911)
- The Portrait (1911)
- The Caddy's Dream (1911)
- Grannie (1912)
- Honor Thy Father (1912)
- The Mender of Nets (1912)
- A Siren of Impulse (1912)
- A Timely Repentance (1912)
- Iola's Promise (1912)
- Fate's Interception (1912)
- The Female of the Species (1912)
- Just Like a Woman (1912)
- Won by a Fish (1912)
- The Old Actor (1912)
- A Lodging for the Night (1912)
- A Beast at Bay (1912)
- Home Folks (1912)
- Lena and the Geese (1912)
- The School Teacher and the Waif (1912)
- An Indian Summer (1912)
- The Narrow Road (1912)
- A Child's Remorse (1912)
- The Inner Circle (1912)
- With the Enemy's Help (1912)
- A Pueblo Romance (1912)
- A Pueblo Legend (1912)
- Friends (1912)
- So Near, Yet So Far (1912)
- A Feud in the Kentucky Hills (1912)
- The One She Loved (1912)
- My Baby (1912)
- The Informer (1912)
- The New York Hat (1912)
- The Unwelcome Guest (1913)
- Fate (1913)
- In the Bishop's Carriage (1913)
- Caprice (1913)
- Hearts Adrift (1914)
- A Good Little Devil (1914)
- Tess of the Storm Country (1914)
- The Eagle's Mate (1914)
- Such a Little Queen (1914)
- Behind the Scenes (1914)
- His Gratitude (1914)
- Cinderella (1914)
- The Foundling (1915)
- Broken Hearts (1915)
- Mistress Nell (1915)
- Fanchon, the Cricket (1915)
- The Dawn of a Tomorrow (1915)
- Little Pal (1915)
- Rags (1915)
- Esmeralda (1915)
- A Girl of Yesterday (1915)
- Madame Butterfly (1915)
- The Foundling (1916)
- Poor Little Peppina (1916)
- The Eternal Grind (1916)
- Hulda from Holland (1916)
- Less Than the Dust (1916)
- The Pride of the Clan (1917)
- The Poor Little Rich Girl (1917)
- A Romance of the Redwoods (1917)
- The Little American (1917)
- Rebecca of Sunnybrook Farm (1917)
- Mała księżniczka (1917)
- Stella Maris (1918)
- Amarilly of Clothes-Line Alley (1918)
- M'Liss (1918)
- How Could You, Jean? (1918)
- Johanna Enlists (1918)
- One Hundred Percent American (1918)
- Captain Kidd Jr. (1919)
- Daddy-Long-Legs (1919)
- The Hoodlum (1919)
- Heart o' the Hills (1919)
- Pollyanna (1920)
- Suds (1920)
- The Love Light (1921)
- The Nut (1921) (poza czołówką)
- Through the Back Door (1921)
- Little Lord Fauntleroy (1921)
- Tess of the Storm Country (1922)
- Rosita (1923)
- Dorothy Vernon of Haddon Hall (1924)
- Little Annie Rooney (1925)
- Ben-Hur: A Tale of the Christ (1925)
- The Black Pirate (1926)
- Sparrows (1926)
- My Best Girl (1927)
- The Gaucho (1927)
- Kokietka (1929)
- The Taming of the Shrew (1929)
- Forever Yours (1930)
- Kiki (1931)
- Secrets (1933)

## Multimedia
- Fragment filmu "Daddy-Long-Legs" z 1919 r. z. marypickford.com. [zarchiwizowane z tego adresu (2007-08-10)]. oficjalnej strony aktorki

## Nagrody
- Nagroda Akademii Filmowej
  - Najlepsza aktorka pierwszoplanowa: 1930 Kokietka
  - 1976 Honorowy Oscar